# Robert Shaye
Robert Kenneth Shaye, muitas vezes referido como Bob Shaye (Detroit, 4 de março de 1939), é um produtor de filmes, diretor e ator estado-unidense. Ele é o fundador da New Line Cinema.

## Biografia

### Infância
Shaye nasceu em Detroit, no estado americano de Michigan, filho de Dorothy e Max Mendle Shaye, um dono de supermercado e artista. Robert é irmão da atriz Lin Shaye. Sua família é judaica.
Ele é graduado pela Universidade de Michigan e pela Escola de Direito de Columbia.

### Carreira cinematográfica
Foi enquanto trabalhava no Museu de Arte Moderna de Nova York que Robert Shaye começou a explorar o mundo da distribuição. Shaye fundou a New Line Cinema em 1967 em seu apartamento.
A New Line estourou comercialmente com franquias populares como Street Fighter, as séries de The Teenage Mutant Ninja Turtles, e as séries de A Nightmare on Elm Street. Essas franquias de sucesso preparam o palco para uma série de filmes da New Line famosos como Rush Hour, Austin Powers, The Mask, Dumb & Dumber, The Wedding Singer, Seven, Boogie Nights, e Blade.
Em 1998 quando o diretor Peter Jackson trouxe seu pitch de 25 minutos da adaptação da obra épica de J.R.R Tolkien O Senhor dos Anéis à New Line, na esperança de transformar os três volumes em dois filmes, Shaye sugeriu a Jackson fazer 3 filmes e uma produção simultânea sem precedentes para as três parcelas. Combinados O Senhor dos Anéis foi nomeado para 30 Oscars, dos quais 17 foram ganhos. Na bilheteria, todos os filmes estão entre os 50 filmes com maior bilheteria de todos os tempos, arrecadando um total de quase US$ 3 bilhões.